# Prédio à Rua J. Castro Rabelo, n. 5
O Prédio à Rua J. Castro Rabelo, n. 5, também conhecido como Açouguinho, é uma edificação de elementos arquitetônicos que versavam com o estilo colonial, localizado no Pelourinho, área do centro histórico de Salvador, capital do estado da Bahia.

## História
Localizado no Centro histórico de Salvador, na região do Pelourinho, o Prédio à Rua J. Castro Rabelo, n. 5, é um dos principais exemplares da arquitetura colonial brasileira no município de Salvador. A casa é construída em alvenaria de pedra, com janelas de púlpito no primeiro andar e pequenos vãos ao nível do segundo andar sendo um dos principais exemplos da construção da arquitetura colonial, térreo ocupado por funções de serviço, primeiro andar abrigando salões e aposentos da família e último pavimento servindo para alojar criados.

### Tombamento
Dada a sua importância histórica ao município de Salvador e à arquitetura brasileira, em 16 de setembro de 1943, o prédio passou pelo processo de tombamento histórico junto ao Instituto do Patrimônio Histórico e Artístico Nacional (IPHAN), órgão vinculado ao Governo Federal do Brasil que visa preservar a memória, história e cultura brasileira.